# Helene Fischer
Helene Fischer (Krasnoyarsk, 5 de agosto de 1984) é uma cantora alemã nascida na extinta União Soviética. Figura entre as cantoras de sucesso europeias cantando canções em um estilo que se assemelha ao estilo country americano, em alemão conhecido por schlager.

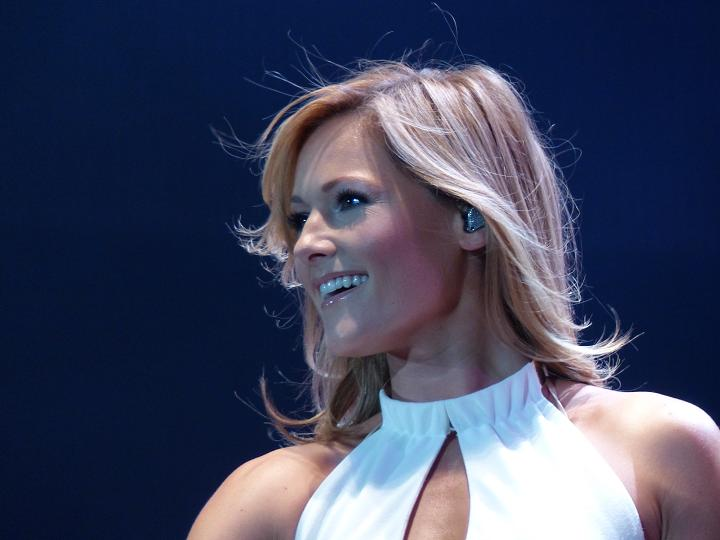
Stuttgart, 2013

## Biografia
Helene Fischer nasceu em 1984 e passou a primeira infância na cidade siberiana de Krasnoyarsk, antes de emigrar para a Alemanha acompanhando a sua família, de ascendência germânica (alemães do Volga). Dominando em nível nativo tanto a língua russa como a língua alemã, tornou-se uma entre as mais famosas cantoras de sucesso na Alemanha. 
Seus trabalhos artísticos remontam ao ano de 2005. Já conquistou três vezes o prêmio Echo, equivalente germânico do Grammy norteamericano. Ganhou por duas vezes também o Goldene Henne (galo de ouro) e por duas vezes o Krone der Volksmusik (coroa da música popular). Todos os seus álbuns foram agraciados com disco de ouro ou platina. 
Helene Fischer é graduada pela Escola de música e teatro de Frankfurt, onde estudou música e arte teatral. Suas músicas, que  abordam quase sempre temas correlacionados as venturas e desventuras do dia-a-dia, têm em maioria estilo próximo ao do que se conhece por música country. Contudo não restringe-se a este ritmo: uma de suas interpretações mais famosas refere-se à capitulação que fez da Ave Maria, com texto em alemão.
Seu círculo de fãs estende-se além das fronteiras da Alemanha, sendo conhecida em praticamente todos os países da Europa onde fala-se alemão, incluindo, Suiça, Bélgica, Holanda e Escandinávia, entre outros com línguas diversas. 
Além de algumas canções em russo, destaca-se entre suas obras o recém-publicado álbum produzido por Jean Frankfurter, um dos mais renomados produtores e compositores da Alemanha, com canções somente em inglês. Segundo Helene, o álbum abre novos horizontes aos seus trabalhos:
"I have always dreamed of singing my songs in another language. English is the language of Country, the music that we call ’Schlager’. Language is a tool, but it is important that what you sing comes from the heart – and that is what this album is about.".
"Sempre sonhei em cantar minhas canções em outra língua. O inglês é a língua do Country, a música que nós denominamos 'Schlager' [em alemão]. A língua é uma ferramenta, mas é importante que o que você cante venha do coração - e é disto que este álbum trata."

## Discografia
Álbuns de estúdio
- Von hier bis unendlich (2006)
- So nah wie du (2007)
- Zaubermond (2008)
- So wie ich bin (2009)
- Für einen Tag (2011)
- Farbenspiel (2013)
- Weihnachten (2015)
- Helene Fischer (2017)